# Estação Aguacatala
A Estação Aguacatala é uma das estações do Metrô de Medellín, situada em Medellín, entre a Estação Poblado e a Estação Ayurá. Administrada pela Empresa de Transporte Masivo del Valle de Aburrá Limitada (ETMVA), faz parte da Linha A.
Foi inaugurada em 30 de setembro de 1996. Localizada no cruzamento da Autopista Regional com a Rua 14 Sur, a estação situa-se em uma das margens do Rio Medellín. Atende o bairro Aguacatala, situado na comuna de El Poblado.

## Localização
A estação se encontra nas imediações da Fábrica de Licores de Antioquia e é adjacente ao Rio Medellín. Além disso, é próxima ao Intercambio Vial La Aguacatala e à sede da Universidad EAFIT. É a última estação do Metrô dentro do território do município de Medellín, se encontrando na zona industrial da cidade.